# Tungkuani metró
A Tungkuani metró vagy hivatalos nevén Dongguan Rail Transit  (egyszerűsített kínai írással: 东莞轨道交通, hagyományos kínai írással: 東莞軌道交通, pinjin: Dōngguǎn guǐdào jiāotōng) Kínában található Tungkuan városban és vonzáskörzetében. A metróhálózat hossza 2024 áprilisában 37,7 km, a metróvonalak száma 1 és az állomások száma 15 volt. Éves utasforgalma 53 640 000 fő (2019). Az első vonal 2016 nyílt meg.

## Forgalom
Az utasforgalom az elmúlt években az alábbi módon változott:
| 2017 | 38 700 000 |
| 2019 | 53 640 000 |